# Fortezza di Brėst
La Fortezza di Brėst (in bielorusso Брэсцкая крэпасць?, Brėsckaja krėpasc'; in russo Брестская крепость?, Brestskaja krepost'; in polacco Twierdza Brzeska), anche nota come Fortezza di Brest-Litovsk, è un'installazione militare russa e, successivamente, sovietica, che si trova a Brėst, in Bielorussia.
Nel 1965 al complesso fu assegnato il titolo onorifico di fortezza eroina, per commemorare la difesa della roccaforte durante la prima settimana dell'invasione da parte della Germania nazista dell'Unione Sovietica il 22 giugno 1941, durante lo svolgersi dell'operazione Barbarossa.

## Storia

### Contesto storico
Il luogo in cui si trova la fortezza fu scelto per l'importante posizione militare e strategica che occupava Brest-Litovsk nella regione occidentale dell'Impero russo: si trovava infatti sul canale d'acqua Dnipro-Bug e sulla strada terrestre più breve da Varsavia a Mosca. La situazione politica e militare in Europa nel XVIII secolo costrinse la Russia a sviluppare piani per il rafforzamento e il supporto ingegneristico dei suoi confini di difesa. Questi compiti furono studiati da una commissione istituita nel 1796 sotto la guida del maggiore generale, il conte Pëtr Kornilovič Suchtelen, mentre il rilievo topografico della zona fu assegnato al capitano Karl Ivanovič Opperman, che ne delineò i risultati nella relazione "Rivedere il nuovo confine con la Prussia e l'Austria" e nella mappa ad esso allegata, secondo il quale lungo i 200 chilometri di confine si proponeva di costruire nove potenti fortezze della prima linea, tra cui la fortezza di Brest-Litovsk. Tuttavia, nel 1797, il generale maggiore François Sainte de Wollant propose di creare un sistema di difesa unificato nei territori occidentali, la cui spina dorsale avrebbe dovuto essere costituita da tre linee di fortificazioni profonde echelonizzate, tra cui 19 fortezze, ma la guerra iniziata da Napoleone nel 1805-1807 portò al rinvio di questi piani.
Nel 1807 il generale Suchtelen fece una deviazione dei territori annessi. Nella sua relazione sottolineò la posizione strategica di Brest-Litovsk e la necessità di costruire qui una fortezza come roccaforte dell'attuale esercito. 
La stessa proposta fu avanzata da Michael Andreas Barclay de Tolly, generale di fanteria, che riteneva necessario avere un campo fortificato a Brest-Litovsk che potesse servire come base per la 20ª armata, ma la guerra con la Svezia iniziata nel 1808 cancellò questi piani.

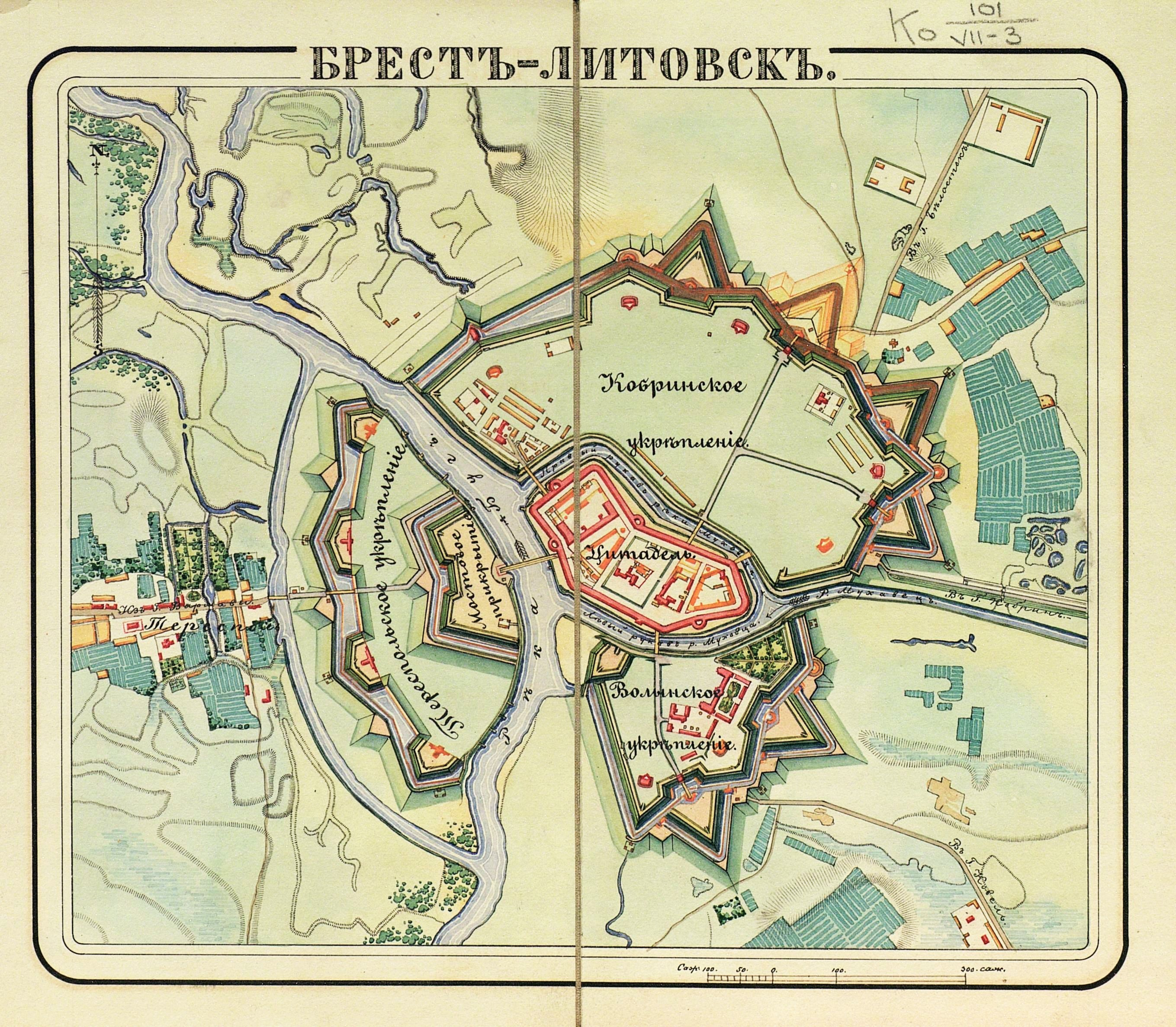
Pianta della fortezza negli anni 1830

Nel 1825 lo zar Nicola I, salito al trono, ordinò la costruzione di nuove fortezze sul confine occidentale, che insieme alle vecchie fortificazioni dovevano formare tre linee: ciò riguardava anche la costruzione della fortezza di Brest-Litovsk, che in questo senso era inclusa nella seconda linea di difesa. Nel 1829 il progetto di costruzione della fortezza di Brest-Litovsk fu predisposto dal generale Karl Ivanovič Opperman, con diversi vantaggi: era più economico, forniva una difesa efficace, prevedeva la possibilità di convertire le fortificazioni del campo in fortificazioni a lungo termine, permetteva di utilizzare gli edifici in mattoni della città a beneficio della fortezza. Nel 1830 il progetto fu presentato all'imperatore. La gestione dei lavori fu affidata al comandante del Distretto di Ingegneria Occidentale, il maggior generale Ivan Ivanovič Den. Il principe generale sul campo, maresciallo generale Ivan Fëdorovič Paskevič, fu incaricato della supervisione della costruzione.

### Costruzione ed insediamento militare
La costruzione della fortezza sul sito del vecchio castello di Brėst dell'era lituano-polacca iniziò nel 1833 secondo il progetto del topografo e ingegnere militare Karl Ivanovič Opperman.
In origine, furono erette delle fortificazioni di terra temporanee, mentre la prima pietra delle fondamenta della fortezza fu posta con una cerimonia solenne il 1º giugno 1836 dal Comandante in capo dell'esercito, il generale feldmaresciallo principe Ivan Fëdorovič Paskevič. Tra le terre della città e la fortezza furono posti dei cartelli di confine.
Nel 1838-1839 arrivarono i reggimenti della 9ª e 10ª Divisione di Fanteria e della 9ª Brigata d'Artiglieria per partecipare alla costruzione. I principali lavori di costruzione furono completati entro il 26 aprile 1842. La fortezza consisteva in una cittadella e tre fortificazioni che la proteggevano con una superficie totale di 4 km² e la lunghezza della linea principale della fortezza di 6,4 km.
La Cittadella, o Fortezza Centrale, era una caserma di mattoni rossi a due piani di 1,8 km di circonferenza. La cittadella, che aveva mura spesse due metri, aveva 500 casematte per alloggiare 12.000 persone. La fortificazione centrale si trova su un'isola formata dal Bug e da due bracci del fiume Muchavec.
Tre isole artificiali formate dal fiume Muchavec e fossati sono collegate a quest'isola da ponti levatoi. Su di esse si trovano le fortificazioni: Kobrinskij (ex settentrionale, la più grande), con 4 mura di cinta e 3 rivoli affioranti e caponir; Terespol'skij, o occidentale, con 4 lunette affioranti; Volynskij, o meridionale, con 2 mura di cinta e 2 rivoli affioranti. Nell'ex "ridotta casamatta" si trova ora la Natività della Vergine del Monastero. La fortezza è circondata da un bastione di terra di 10 metri con casematte.
Cinque delle otto porte della fortezza sono tuttora esistenti: Porta Cholmskij (a sud della cittadella), Porta Terespol'skij (a sud-ovest della cittadella), Porta Nord o Porta Alexander (a nord della fortificazione di Kobrin), Porta Nord-Ovest (a nord-ovest della fortificazione di Kobrin) e Porta Sud (a sud della fortificazione di Volinia). Invece, la Porta Brigida (a ovest della cittadella), la Porta di Brėst (a nord della cittadella) e la Porta orientale (a est della fortificazione di Kobrin) non sono sopravvissute fino ad oggi.

Il 26 aprile 1842 sopra la fortezza di prima classe Brest-Litovsk fu innalzato solennemente lo stendardo della fortezza. Al momento della sua apertura era una delle più perfette fortificazioni della Russia, che soddisfaceva il suo scopo e tutte le esigenze della difesa. L'importanza della fortezza è testimoniata dal fatto che Nicola I la visitò sette volte durante il suo regno. A quel tempo, la fortezza con una forte guarnigione poteva fermare l'offensiva di un intero esercito nemico. Il nemico, temendo le azioni di questa guarnigione nelle sue retrovie, non osò passare davanti alla fortezza, dovette prendere un lungo assedio o bloccare la cittadella, assegnando una parte significativa delle sue truppe. Accadde che la guerra si ridusse a una lotta per impossessarsi della fortezza. Friedrich Engels osservò che: 
Nell'agosto del 1842 fu creato il Corpo dei Cadetti di Brėst e collocato in uno dei complessi della fortezza di Brest-Litovsk. L'iniziativa di creare il corpo apparteneva al governatore generale di Vilnius Fëdor Jakovlevič Mirkovič, che credeva che dopo la rivolta del 1830-1831 il governo fosse obbligato a prendere in mano l'istruzione. Mirkovič riuscì a convincere Nicola I, che nell'agosto del 1840 visitò Brėst per vedere la costruzione della fortezza, che le istituzioni civili in Bielorussia non sarebbero state di alcuna utilità. Insistette sulla creazione di un'istituzione educativa chiusa, dalla quale "solo una nuova generazione di persone dovrebbe aspettarsi l'istruzione".
Nel 1854, in relazione all'inizio della guerra di Crimea, la fortezza di Brest-Litovsk fu sottoposta alla legge marziale. In relazione al possibile attacco dell'Austria, Nicola I sviluppò personalmente un piano di campagna militare per coprire il "centro dello Stato". Il nemico doveva incontrarsi sui fiumi Wieprz e Vistola e, appoggiandosi alla fortezza della prima linea, dare la battaglia generale. In caso di insuccesso, le truppe russe avrebbero dovuto spostarsi nell'ala sinistra di Brest-Litovsk, dove l'imperatore avrebbe piazzato la sua riserva, rifornito i suoi uomini e il suo equipaggiamento e preso le difese lungo il fiume Bug, minacciando il fianco e la parte posteriore degli austriaci quando avessero cercato di sviluppare un'offensiva contro Varsavia. Nicola I scrisse al principe Ivan Fëdorovič Paskevič:
Nel 1864-1888, secondo il progetto di Ėduard Ivanovič Totleben, la fortezza fu modernizzata: fu circondata da un anello di forti in un raggio di 32 km, sul territorio della fortificazione di Kobrin sono stati costruiti forti occidentali e orientali. Nel 1876 sul territorio della fortezza, su progetto dell'architetto David Ivanovič Grimm, fu costruita la chiesa ortodossa di San Nicola.
Nel 1886 l'imperatore Alessandro III e il principe ereditario Guglielmo II visitarono la fortezza di Brest-Litovsk e furono presenti alle grandi manovre dei distretti militari di Varsavia e Vilnius, che si svolsero nella zona di Brest-Litovsk.
Nel 1888 la 2ª Divisione di Fanteria fu trasferita dal Distretto Militare di Kazan, il cui quartier generale si trovava a Brest-Litovsk. Nella fortezza di Brest-Litovsk furono alloggiati due reggimenti: il 5º Reggimento di fanteria dell'imperatore Kaluga Guglielmo I e il 6º Reggimento di fanteria del principe Federico Leopoldo di Prussia.
Il 24 giugno 1888 il granduca Vladimir Aleksandrovič visitò la fortezza: il programma dell'ispezione comprendeva la visita alla cattedrale della fortezza, l'ispezione delle fortificazioni, il corteo della guarnigione. Vladimir Aleksandrovič visitò l'ospedale, la stazione dei piccioni, il magazzino del grano e la panetteria. Poi il Granduca si diresse verso il Forte IV, dove vi fu un'esibizione di ufficiali, dimostrazione del forte ed esercitazioni di artiglieria serba.
Nel 1891, i battaglioni di riserva numerati di Brėst e il reggimento della gleba furono nominati e inquadrati nel 189º Reggimento di fanteria Izmail, nel 190º Reggimento di fanteria Očakov, nel 191º Reggimento di fanteria Largo-Kagulskij e nel 192º Reggimento di fanteria Rymniki, ridotto a una brigata di riserva. In caso di mobilitazione, fu trasformata in una divisione di fanteria regolare.

### Inizio del XX secolo

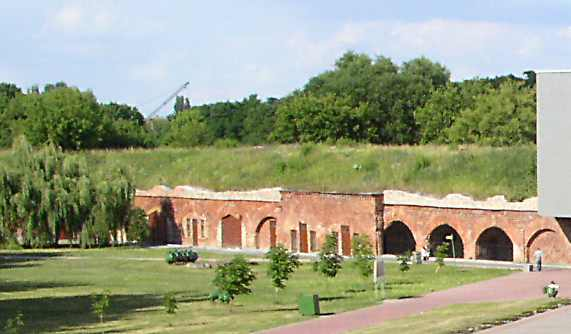
I bastioni della struttura

Nel 1909, sotto la guida del ministro della guerra Vladimir Aleksandrovič Suchomlinov fu elaborato un nuovo piano per il dispiegamento delle truppe e il posizionamento strategico degli eserciti in caso di guerra. Si decise di spostare i confini dello schieramento strategico all'interno del paese sulla linea delle fortezze modernizzate, compresa la fortezza di Brest-Litovsk. Tra le varie misure previste vi fu anche il miglioramento della fortezza di Brest-Litovsk attraverso la costruzione del secondo anello di fortezze a 9-9,5 km dalla Cittadella.
Il 30 giugno 1911 il Comitato di Ingegneria dell'Amministrazione generale dell'ingegneria ha esaminato e approvato il piano generale di sviluppo della fortezza di Brest-Litovsk per dieci anni. Il nuovo piano fu approvato dal Comitato dello Stato Maggiore Generale nel 1912. Secondo il piano, il complesso difensivo doveva essere composto da 14 forti, 21 roccaforti, 5 caserme difensive e diverse decine di batterie di artiglieria. Ad una distanza di 6-7 km dalla fortezza è stata creata una linea di 11 nuovi forti, che ricevettero la designazione letterale А, В, Г, М, Е, Ж, 3, И, К, Л, О. Anche i vecchi forti I, VIII e X furono inclusi in questa posizione. Gli ultimi due divennero rispettivamente i forti Б e Д. Tra i forti fu prevista la costruzione di roccaforti destinate alle riserve mobili, nonché di caserme e depositi di artiglieria.
Nel 1913 fu iniziata la costruzione del secondo anello di fortificazioni (al suo progetto partecipò in particolare Dmitrij Michajlovič Karbyšev), che doveva avere una circonferenza di 45 km, ma prima della guerra non fu mai terminata.
Con l'inizio della prima guerra mondiale, la fortezza si preparò intensamente alla difesa, con lavori di rafforzamento eseguiti 24 ore su 24 con il coinvolgimento di civili. Il numero giornaliero di lavoratori per la posa di calcestruzzo, armature e altro materiale fu di 70.000 persone; inoltre furono utilizzati in media 8.500 carri ogni giorno per la consegna del materiale. Nella primavera del 1915 fu completata la difesa della fortezza, che divenne una delle fortezze russe più preparate, nonché una delle roccaforti più fortificate del Vecchio Mondo. Tuttavia, all'ultimo momento si decise di non difendere la fortezza, ma di distruggere il prezioso baluardo. Tra la notte del 1º agosto e la notte del 13 agosto 1915, durante la ritirata generale, la fortezza fu lasciata e parzialmente fatta saltare in aria dalle truppe russe.
Il 3 marzo 1918 nella Cittadella, nel cosiddetto Palazzo Bianco (l'ex chiesa della Basilica del Monastero di Uniate, allora riunione degli ufficiali) fu firmata la pace di Brėst. La fortezza rimase in mano tedesca fino alla fine del 1918, e poi sotto il controllo dei polacchi.
Nel 1919, con l'inizio della guerra sovietico-polacca, alcuni edifici della fortezza di Brėst furono utilizzati dalle autorità polacche come campi di detenzione per i prigionieri di guerra sovietici e ucraini (Forte Graf Berg, Caserma Graevski). Secondo i dati polacchi, più di 1000 prigionieri di guerra russi e ucraini morirono nel campo di Brėst a causa di un'epidemia di malattie infettive nel 1919. Per questo motivo, il campo è stato visitato da una delegazione del Sejm polacco, e i loro sforzi migliorarono significativamente le condizioni di vita dei prigionieri di guerra nel campo.
Nel 1920, durante la guerra sovietico-polacca, la fortezza fu presa dall'Armata Rossa, ma presto fu di nuovo persa.
Nel 1921, il regno di Riga fu rilevato dalla Polonia. Durante il periodo tra le due guerre, la fortezza fu usata come caserma, magazzino militare e prigione politica (negli anni 1930 vi furono imprigionati i politici dell'opposizione).

### Seconda guerra mondiale

#### Difesa del 1939
Il giorno dopo l'inizio della seconda guerra mondiale, il 2 settembre 1939, la fortezza di Brest fu bombardata per la prima volta dai tedeschi: aerei tedeschi sganciarono 10 bombe, danneggiando il Palazzo Bianco. All'epoca, le caserme della fortezza ospitavano i battaglioni in marcia del 35º e dell'82º reggimento di fanteria e una serie di altre unità, piuttosto casuali, oltre a riservisti mobilitati che aspettavano di essere inviati alle loro unità.
La guarnigione della città e della fortezza era subordinata al Gruppo operativo indipendente "Polesie" del generale Franciszek Kleeberg; l'11 settembre, il generale Konstanty Plisowski, già in congedo, fu nominato capo della guarnigione, formando un distaccamento di 4 battaglioni (tre di fanteria e di ingegneria) pronto al combattimento con il supporto di diverse batterie, due treni corazzati e un certo numero di carri armati leggeri Renault FT-17 francesi. I difensori della fortezza non avevano armi anticarro, ma avevano a che fare con i carri armati.
Il 13 settembre le famiglie dei soldati furono evacuate dalla fortezza, i ponti e i passaggi furono minati, il cancello principale fu bloccato dai carri armati, sulle mura di terra furono poste le trincee per la fanteria.
Brest fu attaccata dal 19º Corpo Corazzato del generale Heinz Guderian, che si muoveva dal lato est prussiano per incontrare un'altra divisione di carri armati tedeschi che si muoveva da sud. Guderian intendeva catturare la città di Brėst per evitare che i difensori della fortezza si ritirassero a sud e si unissero alle forze principali del gruppo operativo polacco "Narew". Le unità tedesche avevano una superiorità sui difensori della fortezza in fanteria pari al doppio, 4 volte per numero di carri armati, e 6 volte per l'artiglieria. Il 14 settembre 1939, 77 carri armati della 10ª Divisione Carri Armati (unità del battaglione di ricognizione e dell'8º reggimento carri armati) tentarono di prendere la città e la fortezza in movimento, ma furono respinti dalla fanteria con l'appoggio di 12 carri FT-17, che furono colpiti. Lo stesso giorno, l'artiglieria e l'aviazione tedesche iniziarono a bombardare la fortezza. La mattina dopo, dopo feroci battaglie per le strade, i tedeschi si impadronirono di gran parte della città e i difensori si ritirarono nella fortezza. La mattina del 16 settembre i tedeschi (10ª Divisione Carri Armati e 20ª Divisione Motorizzata) cominciarono a prendere d'assalto la fortezza, ma furono respinti. La sera i tedeschi si impadronirono del crinale del bastione, ma non riuscirono a sfondare ulteriormente. Grossi danni ai carri armati tedeschi furono causati da due FT-17 posizionati nei cancelli della fortezza. In totale, dal 14 settembre, furono respinti 7 attacchi tedeschi, mentre fino al 40% dei difensori della fortezza sono andati perduti. Durante l'assalto, l'aiutante di campo di Guderian fu ferito a morte. La notte del 17 settembre, il ferito Plisowski diede l'ordine di lasciare la fortezza e di attraversare il Bug a sud. Sul ponte intatto le truppe partirono per la fortezza di Terespol' e da lì per Terespol'. Nello stesso giorno gli eserciti sovietici attraversarono il confine orientale della Polonia.
Il 22 settembre Brėst fu trasferita dai tedeschi alla 29ª brigata di carri armati dell'Armata Rossa sotto la direzione di Semën Krivošein. Durante la procedura ufficiale di trasferimento della città di Brėst e della fortezza di Brėst verso la parte sovietica di Brėst vi fu un ritiro organizzato e simultaneo delle truppe tedesche e l'introduzione delle truppe dell'Armata Rossa a Brėst. Formalmente, in termini di codice militare dell'Armata Rossa di quei tempi, la procedura per il trasferimento solenne di Brėst avvenne con una parata.Così, Brėst e la sua fortezza entrarono a far parte dell'Unione Sovietica.

#### Difesa del 1941

La fortezza nel 1941

Il 22 giugno 1941 la fortezza ospitava 8 battaglioni di fucilieri, uno di ricognizione, un reggimento d'artiglieria e 2 divisioni d'artiglieria (PTO e difesa aerea), alcune suddivisioni speciali di reggimenti di fucilieri e unità di corpi d'armata, la raccolta del personale attribuito del 6° Orël' e del 42º reggimento di fucilieri del 28º corpo d'armata della 4ª armata, unità del 17º Distaccamento Bandiera Rossa di frontiera di Brest, 33º Reggimento Ingegneria indipendente, parte del 132º Battaglione delle truppe del convoglio NKVD, quartier generale dell'unità (a Brest si trovavano il quartier generale delle divisioni e il 28º Corpo di fucilieri), per un totale di circa 9.000 persone, senza contare i familiari (300 famiglie di militari).
Sul versante tedesco, l'assalto della fortezza fu assegnato alla 45ª Divisione di Fanteria (circa 15-16.000 soldati) del 12º Corpo d'Armata, 2º Gruppo d'Armata, supportato da carri armati, artiglieria e aviazione. Secondo il piano, la fortezza avrebbe dovuto essere conquistata entro le ore 12 del primo giorno di guerra.
Il 22 giugno alle 4:15 del mattino fu aperto il fuoco dell'artiglieria verso la fortezza, cogliendo di sorpresa la guarnigione. Di conseguenza, i magazzini furono distrutti, il sistema di approvvigionamento idrico e le comunicazioni interrotti, subendo la guarnigione gravi perdite. Alle 4:45 iniziò l'assalto: la sorpresa dell'attacco fece sì che la guarnigione non potesse fornire un'unica resistenza coordinata, dividendosi in diversi focolai separati. Una forte resistenza fu incontrata dai tedeschi sulla Porta di Volinia e soprattutto sulla fortificazione di Kobrin, dove si è arrivò agli attacchi con la baionetta. Alle 7:00 del 22 giugno le divisioni di tiro 42 e 6 lasciarono la fortezza e Brėst, ma un gruppo di militari di queste divisioni non è riuscì ad uscire da una fortezza, continuando a combattere.
La sera del 24 giugno, i tedeschi conquistarono la fortezza di Volinia e di Terespol', e i resti della guarnigione di quest'ultimo, rendendosi conto dell'impossibilità di resistere, di notte attraversarono la Cittadella. Così, la difesa si concentrò nella fortificazione di Kobrin e nella Cittadella. Sulla fortificazione di Kobrin a quel tempo tutti i difensori (circa 400 persone sotto il comando del maggiore Pëtr Michajlovič Gavrilov) si erano concentrati nel forte orientale. Ogni giorno i difensori della fortezza dovettero respingere 7-8 attacchi e venivano utilizzati i lanciafiamme. Il 26 giugno, l'ultimo tratto di difesa della Cittadella cadde vicino alle Tre Porte, mentre il 29 giugno cadde anche il forte orientale. La difesa organizzata della fortezza a questo punto si concluse, rimanendo solo gruppi isolati e combattenti singoli. In totale 6-7.000 persone furono catturate e deportate in Germania.
Una delle iscrizioni nella fortezza dice: "Sto morendo, ma non mi arrendo. Addio, Madrepatria. 20/VII-41." Il 23 luglio 1941, cioè il trentaduesimo giorno di guerra, il maggiore Gavrilov, comandante della difesa del Forte Orientale, fu fatto prigioniero, secondo i dati ufficiali, l'ultimo difensore della Fortezza di Brest.
Nel dopoguerra la maggior parte della Cittadella fu smantellata per la costruzione di case.

## Memoriale
La difesa della fortezza di Brėst divenne nota solo dopo il ritrovamento del rapporto del quartier generale tedesco sulla cattura di Brest-Litovsk, catturato nei documenti della 45ª divisione di fanteria sconfitta  nel febbraio del 1942 nella zona di Krivcovo vicino a Orël', mentre cercava di distruggere il gruppo di truppe tedesche Bolkhov.
Sulla base dei materiali del "Rapporto di battaglia sulla cattura di Brest-Litovsk", venne pubblicato dal quotidiano "Krasnaja Zvezda" il 21 giugno 1942 un articolo del colonnello M. Tolčenov "Un anno fa a Brest". Nel 1948, Ogonëk pubblicò un articolo dello scrittore Michail Zlatogorov "Fortezza di Brest"; nel 1951 l'artista Pëtr Aleksandrovič Krivonogov dipinse il quadro "Difensori della Fortezza di Brest". Il merito di ripristinare la memoria degli eroi della fortezza per molti aspetti appartiene allo scrittore e storico Sergej Sergeevič Smirnov, nonché a Konstantin Michajlovič Simonov, che ha sostenuto la sua iniziativa. Nel 1955 fu pubblicato il dramma eroico di Sergej Smirnov "La fortezza sopra il Bug" e nel 1956 uscì il documentario di Sergej Smirnov "La fortezza di Brest" e un lungometraggio basato sulla sceneggiatura di Konstantin Simonov "La guarnigione immortale" (premiato con il diploma onorario alla mostra del cinema di Venezia).
Da quel momento, la Fortezza di Brest divenne un simbolo della resilienza incrollabile del popolo sovietico e un importante simbolo della propaganda patriottica ufficiale.
L'8 maggio 1965, la fortezza di Brest è stata insignita del titolo di "Fortezza eroina". Dal 1971 è divenuto un complesso commemorativo, con il memoriale realizzato dallo scultore Aleksandr Pavlovič Kibal'nikov. L'edificio del Museo della difesa della fortezza di Brėst e le rovine del Palazzo Bianco confinano con la Piazza del Cerimoniale. Il centro compositivo è il principale monumento "Coraggio", sul retro vi sono composizioni in rilievo che raccontano singoli episodi dell'eroica difesa della fortezza. I resti di 850 persone sono sepolti in una necropoli a tre livelli, collegata al monumento. L'Eterna Fiamma della Gloria arde davanti alle rovine dell'ex dipartimento di ingegneria. Sulla piattaforma di osservazione sono state conservate le rovine della caserma del 333º reggimento di fanteria e altre strutture difensive e residenziali.
Il 9 maggio 1972, i pionieri per la prima volta furono di guardia al Posto n. 1 presso l'Eterna Fiamma della Fortezza di Brest. Il 24 settembre 1984 è stato aperto il Museo del Posto n. 1 "Ragazzi dell'immortale Brest". Il 23 febbraio 1992, sul territorio del memoriale, è stato aperto un museo di "Gloria militare degli aviatori".

## Nella cultura
Alcuni lungometraggi sono dedicati alla difesa della fortezza di Brest: La guarnigione immortale (1956), Battaglia di Mosca (il primo film "Aggressione", una delle trame, 1985); Io, soldato russo (tratto dal libro di Boris Vasil'ev Non era nelle liste, 1995), La Fortezza di Brest (2010), il documentario di Michail Glušin Fortezza di Brest. L'attraversamento delle truppe (2009). Nel 2010, il canale NTV ha trasmesso il film per la televisione di Aleksej Pivovarov Brest. Gli eroi della fortezza.